# Rusko na Zimních olympijských hrách 1994
Rusko na Zimních olympijských hrách 1994 v Lillehammeru reprezentovalo 116 sportovců, z toho 76 mužů a 40 žen. Nejmladším účastníkem byla Jelena Tichonovová (16 let, 274 dní), nejstarší pak Vladimir Jefimov (38 let, 50 dní) . Reprezentanti vybojovali 23 medailí, z toho 11 zlatých, 8 stříbrných a 4 bronzové.

## Medailisté
| Medaile | Jméno                                                                 | Sport                | Disciplína                |
| ------- | --------------------------------------------------------------------- | -------------------- | ------------------------- |
| Zlato   | Sergej Čepikov                                                        | Biathlon             | Muži sprint (10 km)       |
| Zlato   | Sergej Tarasov                                                        | Biathlon             | Muži jednotlivci (20 km)  |
| Zlato   | Luiza Noskovová Anfisa Rezcovová Natalja Snytinová Nadežda Talanovová | Biathlon             | Ženy štafeta (4 × 6 km)   |
| Zlato   | Ljubov Jegorovová                                                     | Běh na lyžích        | Ženy 5 km                 |
| Zlato   | Ljubov Jegorovová                                                     | Běh na lyžích        | Ženy 10 km                |
| Zlato   | Nina Gavriljuková Larisa Lazutinová Jelena Välbeová Ljubov Jegorovová | Běh na lyžích        | Ženy štafeta (4 x 5 km)   |
| Zlato   | Alexej Urmanov                                                        | Krasobruslení        | Muži jednotlivci          |
| Zlato   | Jekatěrina Gordějevová Sergej Griňkov                                 | Krasobruslení        | sportovní dvojice         |
| Zlato   | Oksana Griščuková Jevgenij Platov                                     | Krasobruslení        | taneční páry              |
| Zlato   | Alexandr Golubev                                                      | Rychlobruslení       | Muži 500 m                |
| Zlato   | Světlana Bažanovová                                                   | Rychlobruslení       | Ženy 3 000 m              |
| Stříbro | Světlana Gladiševová                                                  | Alpské lyžování      | Ženy super G              |
| Stříbro | Vladimir Dračov Valerij Kirijenko Sergej Tarasov Sergej Čepikov       | Biathlon             | Muži štafeta (4 x 7,5 km) |
| Stříbro | Ljubov Jegorovová                                                     | Běh na lyžích        | Ženy 15 km - volně        |
| Stříbro | Natalja Miškutenoková Artur Dmitrijev                                 | Krasobruslení        | sportovní dvojice         |
| Stříbro | Maja Usovová Alexander Žulin                                          | Krasobruslení        | taneční páry              |
| Stříbro | Sergej Šuplecov                                                       | Akrobatické lyžování | Muži jízda v boulích      |
| Stříbro | Sergej Klevčenja                                                      | Rychlobruslení       | Muži 500 m                |
| Stříbro | Světlana Fedotkinová                                                  | Rychlobruslení       | Ženy 1 500 m              |
| Bronz   | Sergej Tarasov                                                        | Biathlon             | Muži sprint (10 km)       |
| Bronz   | Nina Gavriljuková                                                     | Běh na lyžích        | Ženy 15 km - volně        |
| Bronz   | Jelizaveta Koževnikovová                                              | Akrobatické lyžování | Ženy jízda v boulích      |
| Bronz   | Sergej Klevčenja                                                      | Rychlobruslení       | Muži 1 000 m              |